# Самоподобие

Самоподобие во множестве Мандельброта

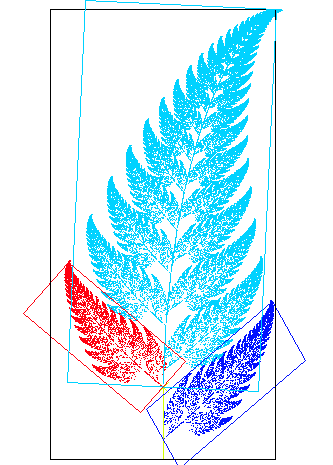
Пример самоподобия

Самоподобный объект — объект, в точности или приближённо совпадающий с частью себя самого (то есть целое имеет ту же форму, что и одна или более частей).
Многие объекты реального мира, например, береговые линии, обладают свойством статистического самоподобия: их части статистически однородны в разных шкалах измерения. Самоподобие есть характеристическое свойство фрактала.
Инвариантность относительно изменения шкалы является одной из форм самоподобия, при которой при любом приближении найдётся по крайней мере одна часть основной фигуры, подобная целой фигуре.

## Определение
Компактное топологическое пространство X самоподобно, если существует конечное множество S, индексирующее набор несюръективных отображений {\displaystyle \{f_{s}\}_{s\in S},} для которых
{\displaystyle X=\cup _{s\in S}f_{s}(X)}
Если {\displaystyle X\subset Y}, то X называется самоподобным, если оно является единственным непустым подмножеством Y, для которого вышеприведённое уравнение выполняется при заданном семействе {\displaystyle \{f_{s}\}_{s\in S}}. В таком случае
{\displaystyle {\mathfrak {L}}=(X,S,\{f_{s}\}_{s\in S})}
именуется самоподобной структурой. Можно проитерировать данные отображения так, что в результате получится система итерированных функций. Композиция функций порождает алгебраическую структуру моноида. В случае, если множество S содержит всего два элемента, моноид называется диадическим. Диадический моноид можно визуально представить в виде бесконечного бинарного дерева; вообще, если множество S имеет p элементов, моноид может быть представлен в виде p-адического дерева.
Группа автоморфизмов диадического моноида является модулярной; автоморфизмы могут быть визуализированы как гиперболическое вращение бинарного дерева.

## Примеры

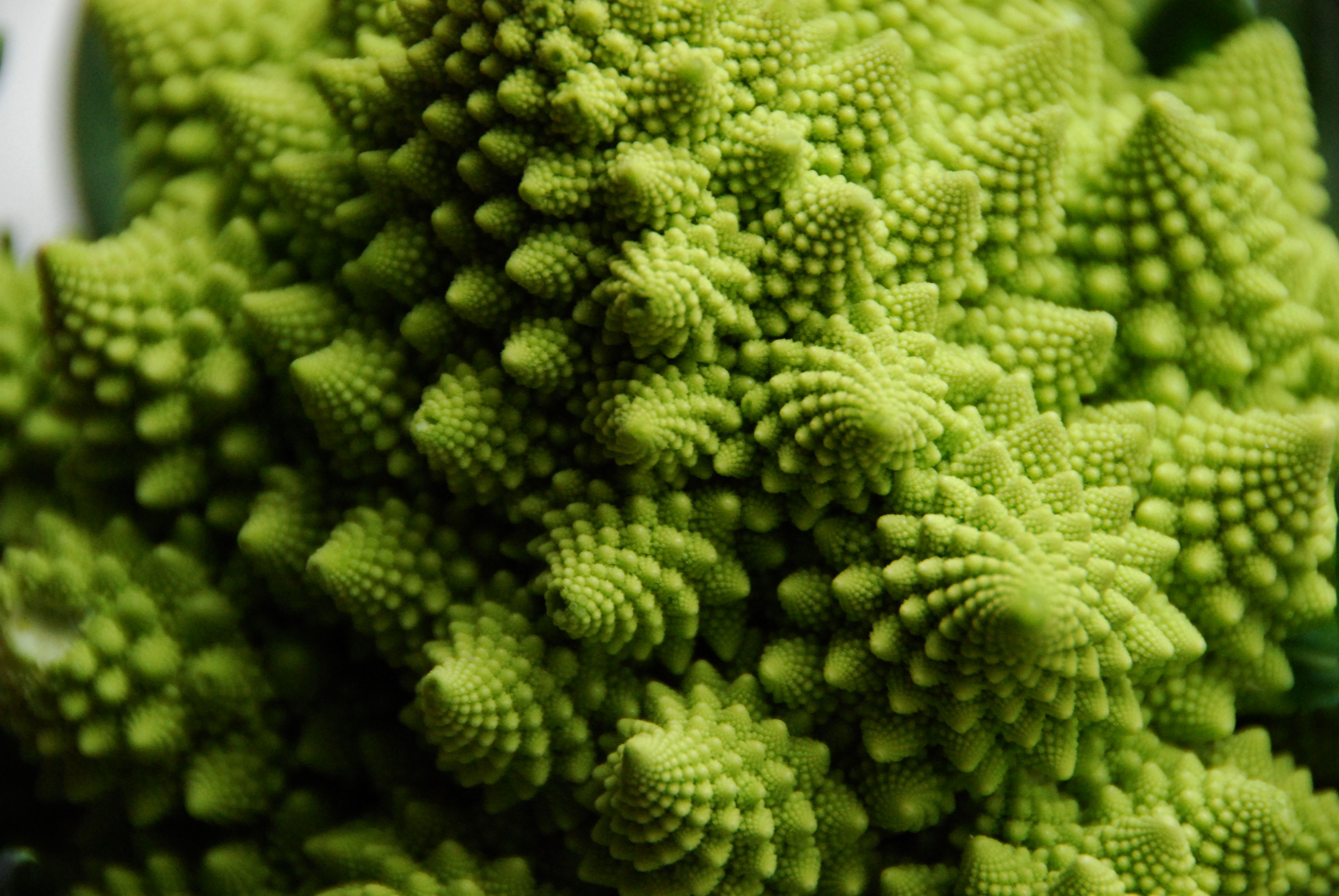
Пример самоподобия в виде капусты под названием «Романеско»

Самоподобие имеет важные приложения в построении компьютерных сетей, так как типичный сетевой поток обладает аналогичным свойствами. Например, в телефонии потоки пакетных данных почти статистически самоподобны. Наличие данного свойства означает, что простые модели, использующие пуассоновское распределение, неточны, и сети, построенные без учёта самоподобия, могут функционировать в непредсказуемых режимах.
Движение цен на фондовом рынке также демонстрирует самоподобие, так как представляется вполне обоснованным считать графики приближённо повторяющимися при изменении масштаба (скважности, периодичности).